# Пархоменко, Александр Яковлевич

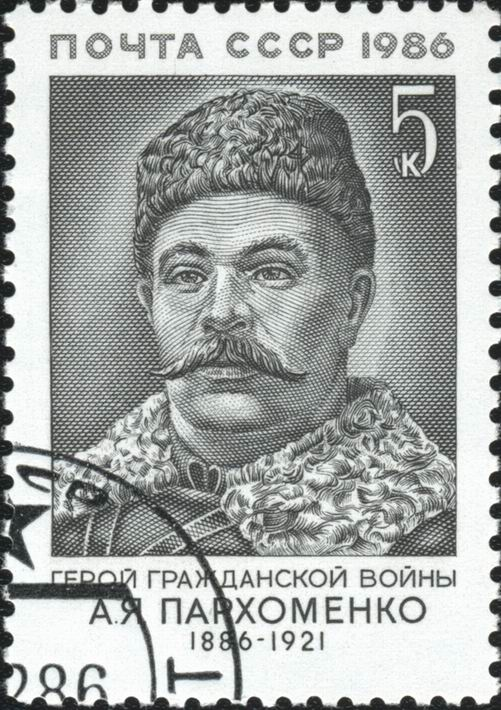
Почтовая марка СССР, 1986 год

Алекса́ндр Я́ковлевич Пархоменко (12 (24) декабря 1886, Макаров Яр, Славяносербский уезд, Екатеринославская губерния, Российская империя — 3 января 1921, Бузовка, Таращанский уезд, Киевская губерния, УССР) — украинский и российский, советский военный и партийный деятель, организатор партизанских коммунистических отрядов на востоке Украины, революционер, участник гражданской войны на Украине (в России) в 1917—1922 гг., член большевистской партии с 1904 года.

## Биография
Родился в селе Макаров Яр Славяносербского уезда Екатеринославской губернии Российской империи, представитель старинного украинского рода Пархоменков, представители которого на Поднепровье упоминаются с казацкой эпохи, Гетманщины и Войска Запорожского, если не Польши и Литвы.
С 1900 года работал на заводах города Луганска, активный участник революционного движения, неоднократно арестовывался. Участник Первой русской революции 1905—1907 годов. Большевик с 1904 года. В июле 1906 года вместе с братом организовал восстание крестьян в родном селе. против помещика Ильенко. После подавления Пархоменко были арестованы, но смогли бежать.
В мае и июле 1916 года металлурги Юрьевского завода ДЮМО (завод им. Ворошилова) провели две крупные забастовки.
В июле этого же года под руководством эсеров, большевиков и меньшевиков вспыхнула двухнедельная общегородская стачка рабочих Луганска, охватившая около 15 тысяч человек.
За участие в ней были арестованы 50 рабочих, а около 600 человек, в том числе Александр Пархоменко и Фёдор Якубовский, отправлены на фронт.
В 1917 году участвовал в установлении советской власти на Донбассе. В июне 1917 года назначен начальником штаба Красной гвардии Луганска. В это же время организовал создание Луганской рабоче-крестьянской милиции.
В начале 1918 года — участник боёв с войсками атамана Каледина и с германскими оккупационными войсками. Весной 1918 года — особоуполномоченный 5-й революционной украинской армии. С 5-й украинской армией совершил поход от Луганска к Царицыну; был особоуполномоченным 10-й армии РККА.
В первой половине 1919 года — начальник гарнизона Харькова, военком Харьковской губернии, участник подавления «григорьевщины». С ноября 1919 года — в 1-й Конной армии, особоуполномоченный Реввоенсовета армии.
Разграбление Ростова-на-Дону
В 1920 году был комендантом Ростова. После занятия города 1-й Конной начались массовые грабежи и разложение армии:
В феврале 1920 года из штаба Восьмой армии, которая только что вместе с армией Буденного заняла Ростов-на-Дону, в Москву ушла телеграмма следующего содержания: "Армия Буденного разлагается с каждым днем. Установлены грабежи, пьянство, пребывание в штабе подозрительных женщин, по слухам, были случаи убийства наиболее сознательных товарищей. Буденный перестает считаться с кем-либо. Бесчинства, творимые им на жел. дор., совершенно невероятны: непрерывные захваты топлива, паровозов, вагонов экстренных поездов, расхищение трофейного имущества. За каждой частью следует хвост вагонов, наполненных женщинами и награбленным имуществом. По заявлению тов. Миронова, число таких вагонов около 120 на дивизию
Темпы наступления были сорваны. Наркомвоен Троцкий потребовал ареста Пархоменко; спасло последнего лишь заступничество Сталина.
Польский фронт
С апреля 1920 года — начальник 14-й кавалерийской дивизии РККА. Участник советско-польской войны (его дивизия особо отличилась глубоким рейдом по польским тылам и взятием города Дубно) и боевых действий в Северной Таврии против войск генерала П. Н. Врангеля.
Участник подавления махновского движения. Примечательно, что его брат Артём был анархо-коммунистом и участником махновского движения.
3 января 1921 года махновцы неожиданно напали на совершавший марш штаб 14-й кавдивизии у села Бузовка Таращанского уезда Киевской губернии Украинской республики и в завязавшемся бою постреляли и изрубили весь его состав вместе с начдивом. В литературе советского периода часто патетически описывались последние минуты жизни А. Пархоменко, которого за смелые слова в свой адрес застрелил якобы лично Махно. Из состава штаба уцелел лишь один из командиров, которого спас призовой жеребец, позволивший ему уйти от погони. Украинскими исследователями выдвинута бездоказательная версия, что Пархоменко убили не махновцы, а холодноярские повстанцы атамана Кибца-Бондаренко, погибшего в этом же бою.

## Награды
- два ордена Красного Знамени (1919 — награждение утверждено приказом РВС Республики № 87 от 13.05.1921; 11.05.1921)[8].

## Семья
- Отец — Яков Семёнович, крестьянин-бедняк.
- Мать — Матрёна Ивановна (ум. 1899).
- Старший брат — Иван (1882—1969), рабочий, большевик с 1903 года, участник революций и гражданской войны, депутат Луганского совета.
- Младший брат — Артём (1892—1921), анархист, воевал у Махно и Антонова.
- Сёстры — Фёкла и Ксения.
- Жена — Харитина Григорьевна Шабинская (1887—196?).
- Сын — Иван (1906—1971), генерал-майор авиации[9], участник гражданской и Великой Отечественной войн.
- Сын — Евгений (1911—1981), военный, дослужился до генерал-лейтенанта Советской армии.

## Память
- После революции вошёл в пантеон самых почитаемых в СССР героев Гражданской войны[источник не указан 1559 дней].
- В 1942 году был снят фильм «Александр Пархоменко» по роману Всеволода Иванова.
- В его честь в 1986 году выпущена почтовая марка СССР.
- В родном селе открыт Историко-мемориальный музей А. Я. Пархоменко в помещении дома его родителей.
- Улицы, проспекты и переулки:
  - Улица Пархоменко в Котласе (Архангельская область)
  - Проспект Пархоменко в Санкт-Петербурге.Мемориальная доска в Санкт-Петербурге на проспекте Пархоменко

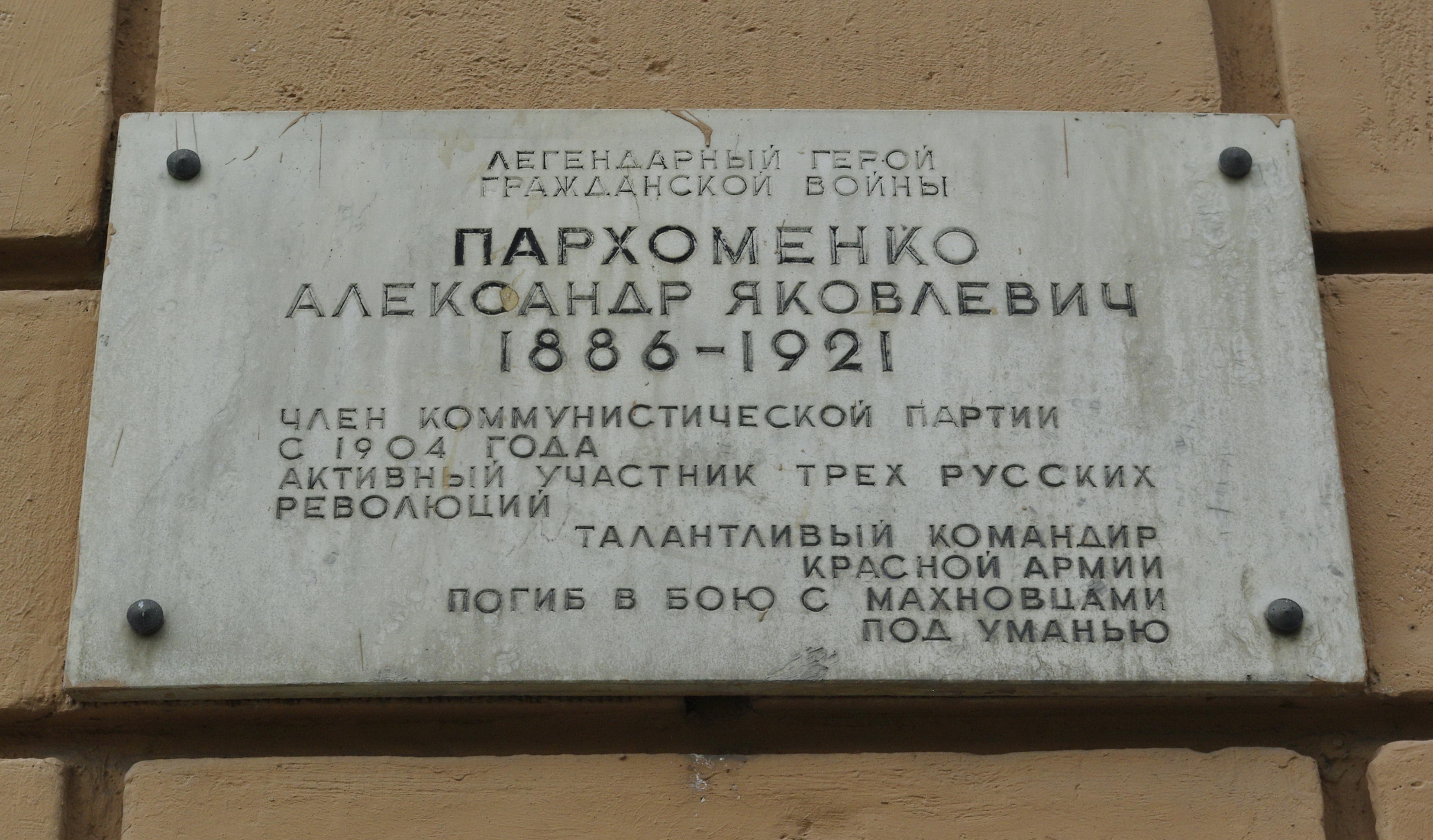
Мемориальная доска в Санкт-Петербурге на проспекте Пархоменко

  - Улица Пархоменко в Алматы (Казахстан)
  - Улица Пархоменко в Петрозаводске.
  - Переулок Пархоменко в Рудном (Кустанайская область, Казахстан).
  - Улица Пархоменко в г.Семей (Казахстан)
  - Улица Пархоменко в Минске (Беларусь).[10]
  - Улица Пархоменко в Новосибирске.
  - Улица Пархоменко в Бердске (Новосибирская область).
  - Улица Пархоменко в Котовске (Тамбовская область).
  - Улица Пархоменко в Екатеринбурге.
  - Улица Пархоменко в Нижнем Тагиле.
  - Улица Пархоменко в Волгограде.
  - Улица Пархоменко в Калаче-на-Дону.
  - Улица Пархоменко в Махачкале.
  - Улица Пархоменко в Мурманске.
  - Улица Пархоменко в Кургане.[11]
  - Улица Пархоменко в Томске.
  - Улица Пархоменко в Тюмени.
  - Улица Пархоменко в Уфе.
  - Улица Пархоменко в Йошкар-Оле.
  - Улица Пархоменко в Городище (Волгоградская область)

памятник Пархоменко в Луганске

- - Улица Пархоменко в городе Валуйки Белгородской области.
  - Улица Пархоменко в городе Пензе Пензенской области.
  - Улица Пархоменко в Таганроге.
  - Улица Пархоменко в Ростове-на-Дону.
  - Улица Пархоменко в городе Миллерово Ростовской области.
  - Улица Пархоменко в Омске.
  - Улица Пархоменко в Орле (наименована 23 мая 1958 г.)[12].
  - Улица Пархоменко в Новороссийске.
  - Улица Пархоменко в Салавате (Башкортостан)
  - Улица Пархоменко в Сибае (Башкортостан).
  - Улица Пархоменко в Ярославле.[13]
  - Улица Пархоменко в Сергиевом Посаде (Московская область).
  - Улица Пархоменко в Иркутске.
  - Улица Пархоменко в Шелехове (Иркутская область).
  - Улица Пархоменко в городе Астрахань.
  - Улица Пархоменко в городе Янаул и селе Иглино (Республика Башкортостан).
  - Улица Пархоменко в пгт Серышево (Амурская область).
  - Улица Пархоменко в селе Добрын (Хмельницкая область).
  - Проспект Пархоменко в Луганске (Украина);
  - улица и проезд в городе Кременчуг Полтавской области.

## Киновоплощения
- Яков Рыков («Первая конная», 1941)
- Петр Никашин («Оборона Царицына», 1942)
- Александр Хвыля («Александр Пархоменко», 1942)
- Георгий Мартынюк («Первая конная», 1984)